# Lysanne van der Wal
Lysanne van der Wal (9 augustus 1997) is een Nederlands voetbalspeelster. Ze speelde sinds seizoen 2012/13 voor sc Heerenveen in de Nederlandse Eredivisie Vrouwen. In 2016 ging ze voor het Duitse BV Cloppenburg spelen, en keerde in 2018 terug om voor FC Twente te gaan spelen.
In maart 2019 raakte zij geblesseerd, waardoor zij de rest van het seizoen niet meer kon spelen.

## Statistieken
| Seizoen | Club           | Land      | Competitie          | Wedstrijden | Doelpunten |
| ------- | -------------- | --------- | ------------------- | ----------- | ---------- |
| 2012/13 | sc Heerenveen  | Nederland | Women's BeNe League | 1           |            |
| 2013/14 | sc Heerenveen  | Nederland | Women's BeNe League | 0           |            |
| 2014/15 | sc Heerenveen  | Nederland | Women's BeNe League | 21          |            |
| 2015/16 | sc Heerenveen  | Nederland | Eredivisie          | 24          |            |
| 2016/17 | BV Cloppenburg | Duitsland | 2. Bundesliga       | 19          | 8          |
| 2017/18 | BV Cloppenburg | Duitsland | 2. Bundesliga       | 22          | 8          |
| 2018/19 | FC Twente      | Nederland | Eredivisie          | 13          |            |
| 2019/20 | FC Twente      | Nederland | Eredivisie          | 2           |            |
| 2020/21 | FC Twente      | Nederland | Vrouwen Eredivisie  | 12          |            |
| 2021/22 | FC Twente      | Nederland | Vrouwen Eredivisie  | –           |            |
| Totaal  | Totaal         | Totaal    | Totaal              | 114         | 8          |

Laatste update: februari 2021

## Interlands
Op 27 juli 2013 speelde Van der Wal haar eerste wedstrijd voor Oranje O17. In totaal kwam zij negen maal uit voor O17.